# Koetshuis Buitenzorg
Het Koetshuis van buitenhuis Buitenzorg aan de Amsterdamsestraatweg 51 is een rijksmonument in Baarn in de provincie Utrecht.
Het koetshuis is rond 1875 gebouwd aan de linkerzijde van buitenhuis Buitenzorg. De inrijdeuren zijn nog aanwezig aan de achterzijde. De dakruiter heeft een ingebouwde klok die er rond 1876 in geplaatst moet zijn. Het koetshuis is in 1949 verbouwd tot woning. Het wit bepleisterde gebouw wordt in 2013 gebruikt als kantoor.
Sinds 1993 is in het koetshuis van Buitenzorg het Nationaal Scouting Museum gevestigd.